# خانه فرامرز مددی
خانه فرامرز مددی مربوط به سده‌های متاخر دوران‌های تاریخی پس از اسلام است و در شهرستان کهگیلویه، بخش چرام، دهستان چرام، روستای القچین علیا واقع شده و این اثر در تاریخ ۱۶ دی ۱۳۸۷ با شمارهٔ ثبت ۲۴۴۸۳ به‌عنوان یکی از آثار ملی ایران به ثبت رسیده است.